# Ryt słowiański
Ryt słowiański, głagolicki lub cyrylo-metodiański – słowiańska forma liturgii św. Piotra stworzona przez świętych Cyryla i Metodego.

## Historia
Obrządek słowiański powstał dla potrzeb misji chrystianizacyjnej Cyryla i Metodego wśród Słowian. Mnisi zostali sprowadzeni z Bałkanów przez księcia wielkomorawskiego Rościsława w 863 roku. Za pozwoleniem papieża misjonarze przetłumaczyli liturgię na język staro-cerkiewno-słowiański, tworząc obrządek rzymsko-słowiański. Do ksiąg kościelnych zaś ułożyli osobne pismo, zwane głagolicą.
W 867 roku papież Hadrian II, pomimo oporu części duchowieństwa, zaakceptował ryt słowiański na obszarze Moraw i Panonii. Na początku 868 roku w Kościele Marii Maggiore Hadrian odprawił wraz z Cyrylem i Metodym mszę w nowym rycie. Po śmierci Cyryla w 869 papież ponownie potwierdził ryt słowiański bullą Gloria in Excelsis Deo i mianował Metodego swoim legatem. Rok później Metody został uwięziony z inicjatywy przeciwnych nowemu rytowi biskupów niemieckich. Uwolniony w 873 roku po interwencji papieża Jana VIII Metody wznowił misję na Morawach, zaś w 880 roku otrzymał od papieża potwierdzenie ponownego uznania rytu słowiańskiego. Uczniowie Metodego rozpoczęli wówczas działalność misyjną, przyczyniając się do popularyzacji obrządku słowiańskiego na Bałkanach.
Po śmierci Metodego w 885 roku papież Stefan V (VI) wydał bullę Quia te zelo fidei, w której potępił obrządek słowiański i uznał go za heretycki. Uczniowie Metodego zostali wypędzeni z państwa wielkomorawskiego, a obrządek słowiański zastąpiony został łacińskim. Wygnanych uczniów Metodego przyjął car Bułgarii Borys I Michał, kierując ich do pracy duszpasterskiej w swoim państwie. Byli wśród nich Gorazd, Klemens, Naum, Sawa i Angelariusz, zaliczeni potem w poczet Siedmiu Apostołów Bułgarii. W 893 roku synod w Presławiu uznał liturgię słowiańską za obowiązującą. Działalność uczniów Metodego, skupionych wokół ośrodków w Presławiu i Ochrydzie dała początek Bułgarskiemu Kościołowi Prawosławnemu. Zarzucono jednak tam głagolicę i zrezygnowano z liturgii rzymskiej, a jedyną istotną pozostałością rytu słowiańskiego stało się używanie w liturgii języka staro-cerkiewno-słowiańskiego.
Obrządek słowiański był też popularny w Chorwacji. W 925 roku i na przełomie 927/928 książę chorwacki Tomisław zwołał synody, które potępiły obrządek słowiański. Jednak ten przetrwał, a papież Innocenty IV w 1248 roku nadał Chorwatom przywilej używania języka słowiańskiego i głagolickiego pisma w katolickiej liturgii. W Dalmacji istniało kilka opactw benedyktyńskich utrzymujących liturgię słowiańską.
W 1347 roku zakonników z wyspy Pašman i Senj Karol IV Luksemburski sprowadził za zgodą papieża Klemensa VI do Nowego Miasta pod Pragą. Mimo obcego języka, znajdowali oparcie w tradycji słowiańskiego piśmiennictwa, z czasem też uzyskali prawa parafialne. W aktywnie działającym skryptorium powstawała literatura religijna w języku czeskim, zapisywana głagolicą. Ich działalność zakończyła się w okresie wojen husyckich na początku XV wieku. Z Pragi benedyktyni słowiańscy trafili na ziemie polskie – w 1380 powstał klasztor w Oleśnicy z fundacji księcia Konrada II, a w 1390 roku za sprawą Jadwigi i Władysława Jagiełły w podkrakowskim Kleparzu. Oba szybko upadły; kleparski, pomyślany zapewne do prowadzenia misji na Rusi, po śmierci Jadwigi nie został nawet ukończony. Ośrodek krakowski ostatecznie zanikł w latach 1470–1480.
W średniowiecznej Bośni istniał Kościół Bośniacki, którego wierni nazywali siebie kristjani, czyli chrześcijanie. Mógł być obrządkiem słowiańskim, który przetrwał w izolacji do 1203 roku, kiedy został odkryty przez legata papieskiego, który został wysłany do Bośni, by sprawdzić czy szerzy się tam herezja. Mimo że kristjani uznali zwierzchność papieża, kolejni papieże uznali ich za herezję, przez co do Bośni były organizowane krucjaty, zaś królowie Bośni w XV wieku prześladowali Kościół Bośniacki. Ostatnie wzmianki o kristjanach pochodzą z lat 20. XVII wieku.